# بانی اسلوپ (اورگن)
بانی اسلوپ (به انگلیسی: Bonny Slope) یک منطقهٔ مسکونی در ایالات متحده آمریکا است که در شهرستان واشینگتن، اورگن واقع شده‌است.